# Aleksander Tomaszewski (kapitan)

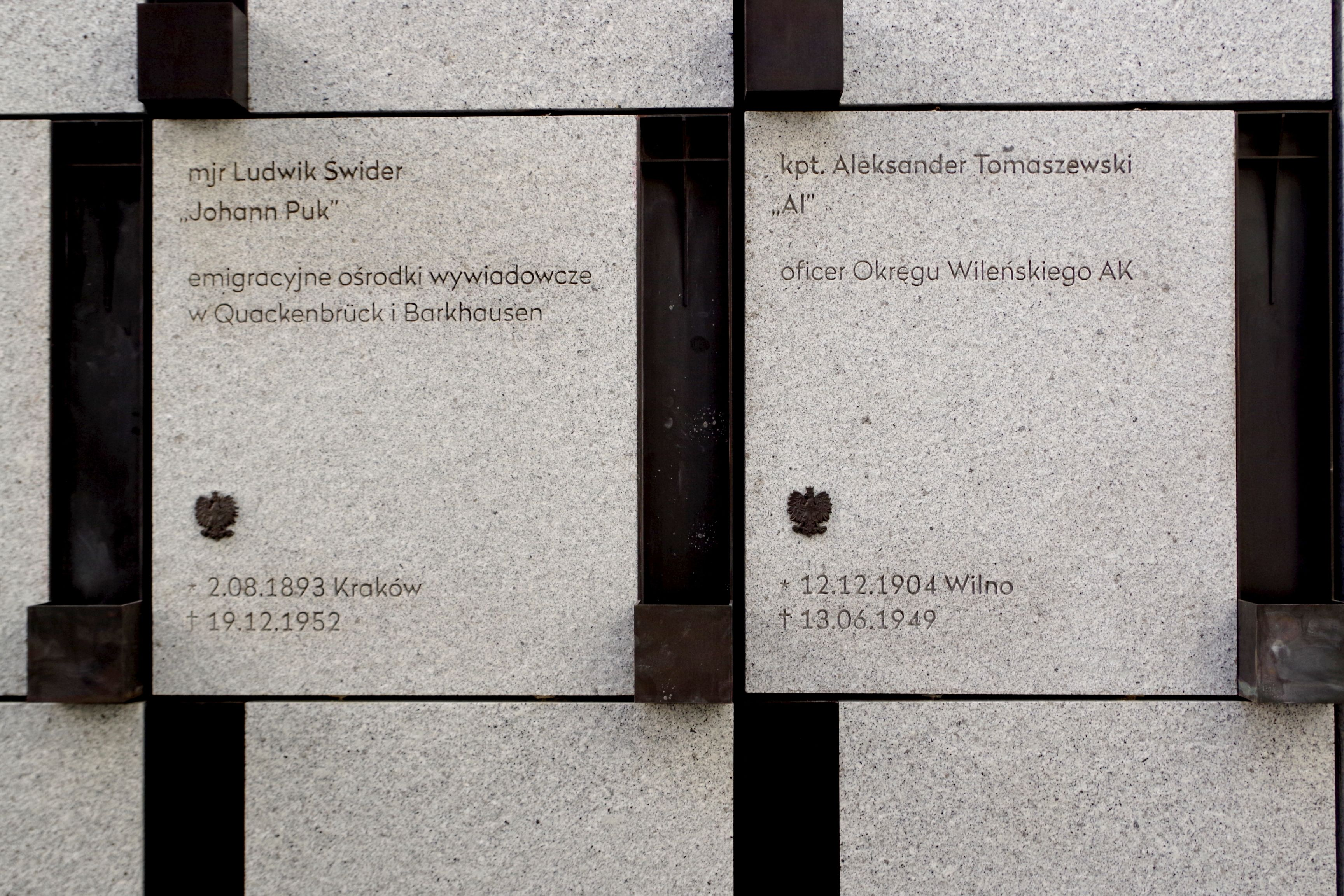
Groby mjr Ludwika Jana Świdra ps. „Johann Puk” i Aleksandra Tomaszewskiego ps. „Al” w Panteonie – Mauzoleum Wyklętych-Niezłomnych na Cmentarzu Wojskowym na Powązkach w Warszawie.

Aleksander Tomaszewski ps. Al, Bończa, nazwisko konspiracyjne Tomasz Aleksandrowski (ur. 12 grudnia 1904 w Wilnie, zm. 13 czerwca 1949 w Warszawie) – kapitan piechoty Wojska Polskiego, oficer Okręgu Wileńskiego AK.

## Życiorys
W 1926 roku został powołany do służby wojskowej w 86 pułku piechoty w Mołodecznie. W 1932 roku ukończył Szkołę Podchorążych dla Podoficerów w Bydgoszczy. 7 sierpnia 1932 roku Prezydent RP Ignacy Mościcki mianował go podporucznikiem ze starszeństwem z dniem 15 sierpnia 1932 roku i 209. lokatą w korpusie oficerów piechoty, a Minister Spraw Wojskowych wcielił do 5 pułku piechoty Legionów w Wilnie. Z dniem 1 września 1932 roku został wyznaczony na stanowisko dowódcy plutonu. 1 marca 1935 roku został awansowany na porucznika ze starszeństwem z dniem 1 stycznia 1935 roku i 193. lokatą w korpusie oficerów piechoty. W marcu 1939 nadal pełnił służbę w 5 pp Leg. na stanowisku dowódcy 2. kompanii karabinów maszynowych.
W kampanii wrześniowej 1939 walczył jako dowódca 2. kompanii karabinów maszynowych 5 pp Leg. Walczył z Niemcami na szlaku bojowym pułku od walk nad Narwią do walk na Lubelszczyźnie. Uniknął niewoli i przedostał się do Wilna. Po wkroczeniu Armii Czerwonej do Wilna objął funkcję komendanta 1. Rejonu Dzielnicy D oraz komendanta Dzielnicy E Garnizonu Miasta Wilna w późniejszych strukturach ZWZ-AK Okręgu Wilno AK. Zreorganizował łączność, zabezpieczył archiwa oraz magazyny broni i amunicji. 11 listopada 1943 roku awansował na kapitana. Walczył też jako dowódca kompanii AK: w lipcu 1944 roku brał udział w walkach z Niemcami o Wilno.
Po zakończeniu wojny, pod koniec 1945 roku przesiedlił się na Ziemie Odzyskane, początkowo mieszkał w Jeleniej Górze, później we Wrocławiu. Nawiązał kontakt z ppłk. Antonim Olechnowiczem, pozostał w konspiracji. Oficjalnie był zatrudniony jako ogrodnik. Pracował w Ośrodku Mobilizacyjnym Wileńskiego Okręgu AK, w którym prowadził legalizacje i wywiad wojskowy. Utrzymywał łączność z grupami młodzieżowymi działającymi na Dolnym Śląsku, Gdańsku i Łodzi. Od marca 1947 roku należał do ścisłego sztabu Komendy Okręgu Wileńskiego AK. Kierował działalnością wywiadowczą oraz kontrwywiadowczą prowadzoną przez żołnierzy AK. Jego mieszkanie we Wrocławiu było lokalem kontaktowym i miejscem przechowywania części archiwaliów konspiracji wileńskiej.
Został aresztowany 26 czerwca 1948 roku wraz z ppłk. Olechnowiczem przez funkcjonariuszy WUBP w swoim mieszkaniu we Wrocławiu w wyniku ogólnopolskiej operacji MBP o kryptonimie „Akcja X”, skierowanej przeciwko żołnierzom polskiego podziemia niepodległościowego z Wileńszczyzny. Na początku lipca 1948 roku przewieziono go do więzienia na Mokotowie. Został skazany na karę śmierci 20 stycznia 1949 roku wyrokiem WSR w Warszawie pod przewodnictwem mjra Józefa Badeckiego. Prezydent Bolesław Bierut decyzją z dnia 3 czerwca 1949 roku nie skorzystał z prawa łaski. Wyrok wykonano 13 czerwca 1949 roku tymże więzieniu.
Postanowieniem z 13 września 1991 roku Sąd Warszawskiego Okręgu Wojskowego w Warszawie uznał wyrok WSR w Warszawie skazujący Aleksandra Tomaszewskiego za nieważny.
Szczątki por. Aleksandra Tomaszewskiego odnaleziono 20 maja 2013 roku w kwaterze „Ł” Cmentarza Wojskowego na Powązkach w Warszawie. 28 września 2014 roku, podczas uroczystości w Pałacu Prezydenckim z udziałem Prezydenta RP Bronisława Komorowskiego, Instytut Pamięci Narodowej ogłosił, że udało się ustalić tożsamość kpt. Tomaszewskiego wśród szczątków odkrytych w Kwaterze na Łączce. Notę potwierdzającą identyfikację Aleksandra Tomaszewskiego odebrała jego córka Anna Lipińska.
Był odznaczony Medalem Dziesięciolecia Odzyskanej Niepodległości.

## Życie rodzinne
Był synem Albina i Marii z domu Romanowskiej. Jego żona Wilhelmina została skazana przez WSR we Wrocławiu na karę 5 lat więzienia, została zwolniona z Zakładu Karnego Bydgoszcz-Fordon 21 marca 1953 roku. Byli więzieni także jego dwaj bracia Romuald i Ludwik.
Aleksander Tomaszewski miał córkę Annę.